# Roompot-Charles

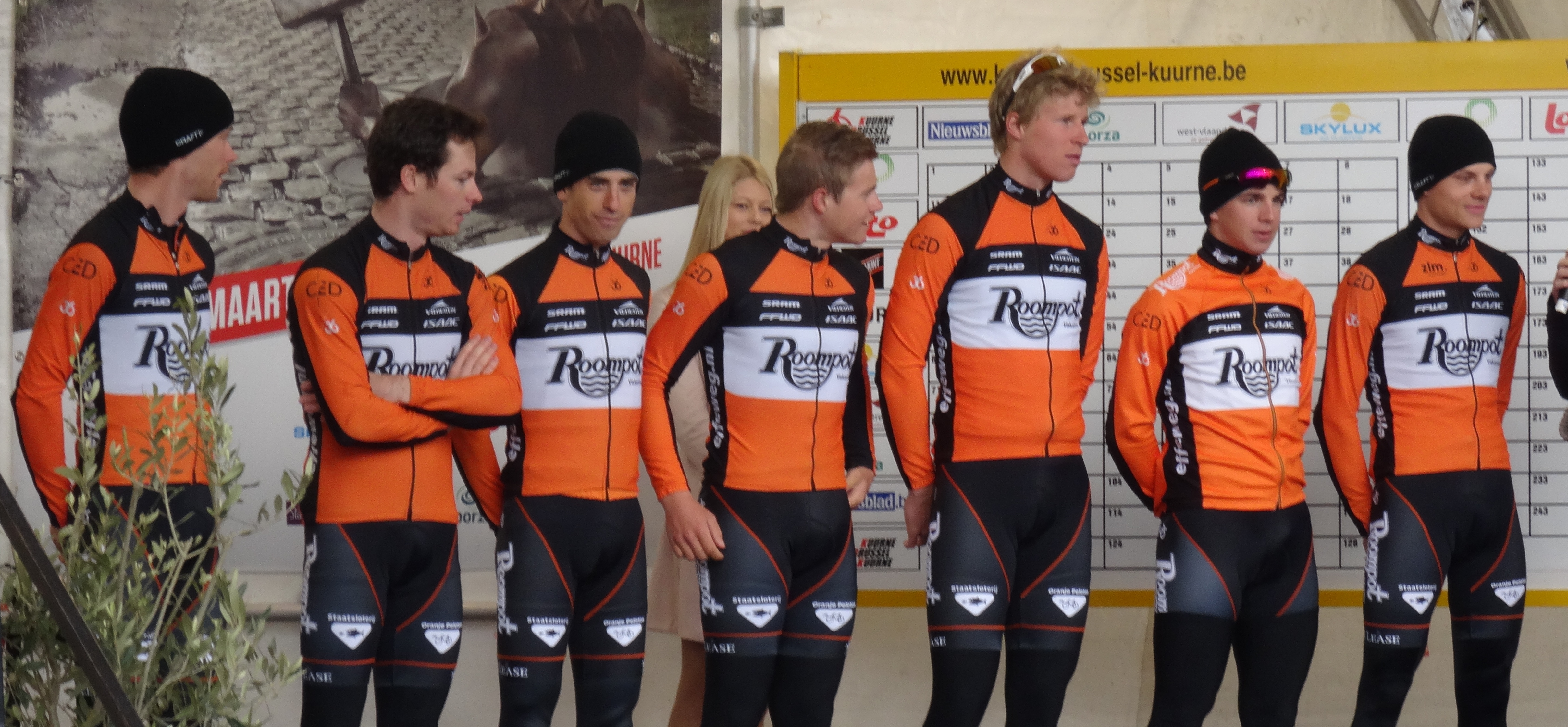
Het team tijdens de ploegpresentatie van Kuurne-Brussel-Kuurne 2015

Roompot-Charles was een in 2015 opgerichte Nederlandse pro-continentale wielerploeg. Sinds 2018 zijn ze verder gegaan onder de naam Roompot-Charles Cycling Team. Op 4 oktober 2019 kondigde de ploeg aan dat ze, na het vertrek van hoofdsponsor Roompot vakanties, en sinds 2020 maken ze geen deel meer uit van het peloton.
De ploeg bestond uit renners met Belgische en Nederlandse nationaliteit. De ploegleiders waren: Michael Boogerd, Jean-Paul van Poppel en Erik Breukink. Michael Zijlaard, Henk Schipper en Pim van der Wildt namen het management voor hun rekening. De hoofdsponsors waren Roompot Vakanties en Charles. 23 juli 2019 trok hoofdsponsor Roompot zich terug uit de wielerploeg, waardoor aan het eind van het seizoen 2019 de renners op straat kwamen te staan.

## Successen
In hun eerste seizoen werden ze uitgenodigd voor bijna alle voorjaarsklassiekers. Ze verkregen wildcards voor alle grote voorjaarsklassiekers behalve voor Milaan-San Remo en Parijs-Roubaix. Het team viel op door vaak in de aanval te trekken, maar wist geen overwinningen te boeken. Op die eerste overwinning was het wachten tot eind augustus 2015. Maurits Lammertink won de slotrit van de Ronde van de Limousin, later die dag won Dylan Groenewegen de Arnhem-Veenendaal Classic, zo boekte het team in één keer twee overwinningen. Diezelfde Groenewegen won twee weken later de semi-klassieker Brussels Cycling Classic. Op 16 juni 2016 won Pieter Weening de zesde etappe in de Ronde van Zwitserland wat tevens de eerste zege voor Roompot in de WorldTour was.